# Taylor Township Township (comté de Grundy, Missouri)
Taylor Township est un township du comté de Grundy dans le Missouri, aux États-Unis,.